# Fair play

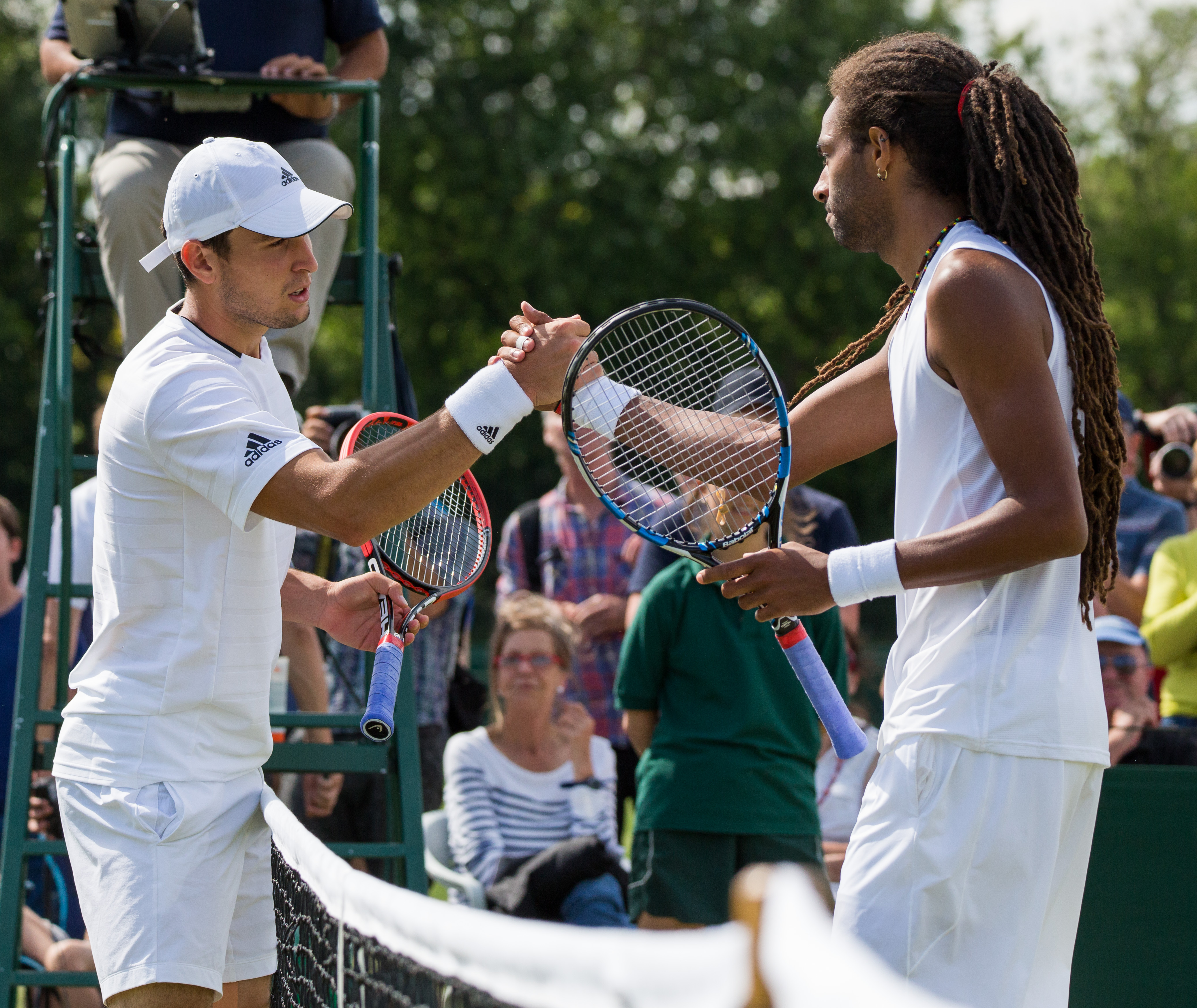
Una stretta di mano dopo il match è un tipico esempio di fair play

Il fair play ("gioco corretto" in inglese) è un concetto riferito a un'etica comportamentale, applicabile a una pluralità di contesti, nato in ambito sportivo nel Regno Unito dell'Ottocento.

## Significato
Il termine assume particolare rilevanza in ambito sportivo; indicando un'attitudine tesa a comportamenti leali, corretti tra gli avversari, anche da parte di tifosi. Ricade sotto tale definizione anche la prevenzione di atti quali violenza e discriminazione razziale. Il fair play si può anche associare alla scuola, anche in questo ambito bisogna essere leali e corretti.
Al fine di promuovere su vasta scala il fair play, non di rado le federazioni sportive hanno fatto ricorso a slogan quali «Say no to racism» ("Di' no al razzismo") e «My game is fair play» ("Il mio gioco è corretto").

### Violenza agonistica
La valutazione del fair play può cambiare in base ai casi per costituire un criterio meritocratico dal punto di vista agonistico, rifacendosi alla correttezza di atleti e squadre. Un esempio, in senso calcistico, è relativo ai Mondiali 2018 in cui la Nazionale giapponese si è qualificata a scapito di quella senegalese in virtù del minor numero di cartellini gialli ricevuti.

## Altre accezioni
L'espressione è stata ripresa, sempre nel mondo calcistico e sportivo in generale, anche in campo economico, al fine di evitare spese e bilanci spropositati ed insostenibili da parte delle società sportive.